# Szent arkangyalok templom (Horgospataka)
A horgospataki Szent arkangyalok templom műemlékké nyilvánított épület Romániában, Kolozs megyében. A romániai műemlékek jegyzékében a  CJ-II-m-B-07770 sorszámon szerepel.